# Xavier (álbum)
Xavier é um álbum de estúdio lançado paralelamente à carreira solo do cantor estadunidense Greg X. Volz em 1982.
Esta coleção de canções românticas foi escrita por Eric Schabacker (que atuou com o nome artístico de Jonathan Fitzwilliam), que era o proprietário do Bee Jay Recording Studios em Orlando, FL, onde o Petra, juntamente com Greg X. Volz, gravou o álbum Washes Whiter Than. Eric era um fã das capacidades vocais de Volz, e por isso, lhe pediu para interpretar as canções deste álbum. Muitos dos músicos de estúdio que tocaram no disco Washes Whiter Than também foram contratados para esta gravação. Apenas 1000 cópias de Xavier foram prensadas e poucas existem atualmente.

## Faixas
(Todas as músicas por Jonathan Fitzwilliam, exceto onde anotado)

### Lado A
1. Outside Lookin' In - 3:11 (Jonathan Fitzwilliam e Jacqueline St. Laurent)
2. Heart Songs - 4:26
3. The Next Move Is Yours - 3:40
4. If You Come To Me - 4:29
5. Falling In Love With Me Again - 4:04
6. Don't Look Back - 3:26

### Lado B
1. Someone Needing Someone - 3:11
2. Last Song - 3:59
3. Who Loves You - 3:20
4. You Still Got The Time - 3:12
5. Waiting For You - 3:33
6. I Believe In You - 4:49